# Capnodium mangiferae
Capnodium mangiferae är en svampart som beskrevs av Cooke 1876. Capnodium mangiferae ingår i släktet Capnodium och familjen Capnodiaceae.   Inga underarter finns listade i Catalogue of Life.